# 1854
1854 (MDCCCLIV) a fost un an obișnuit al calendarului gregorian, care a început într-o zi de duminică.

## Evenimente

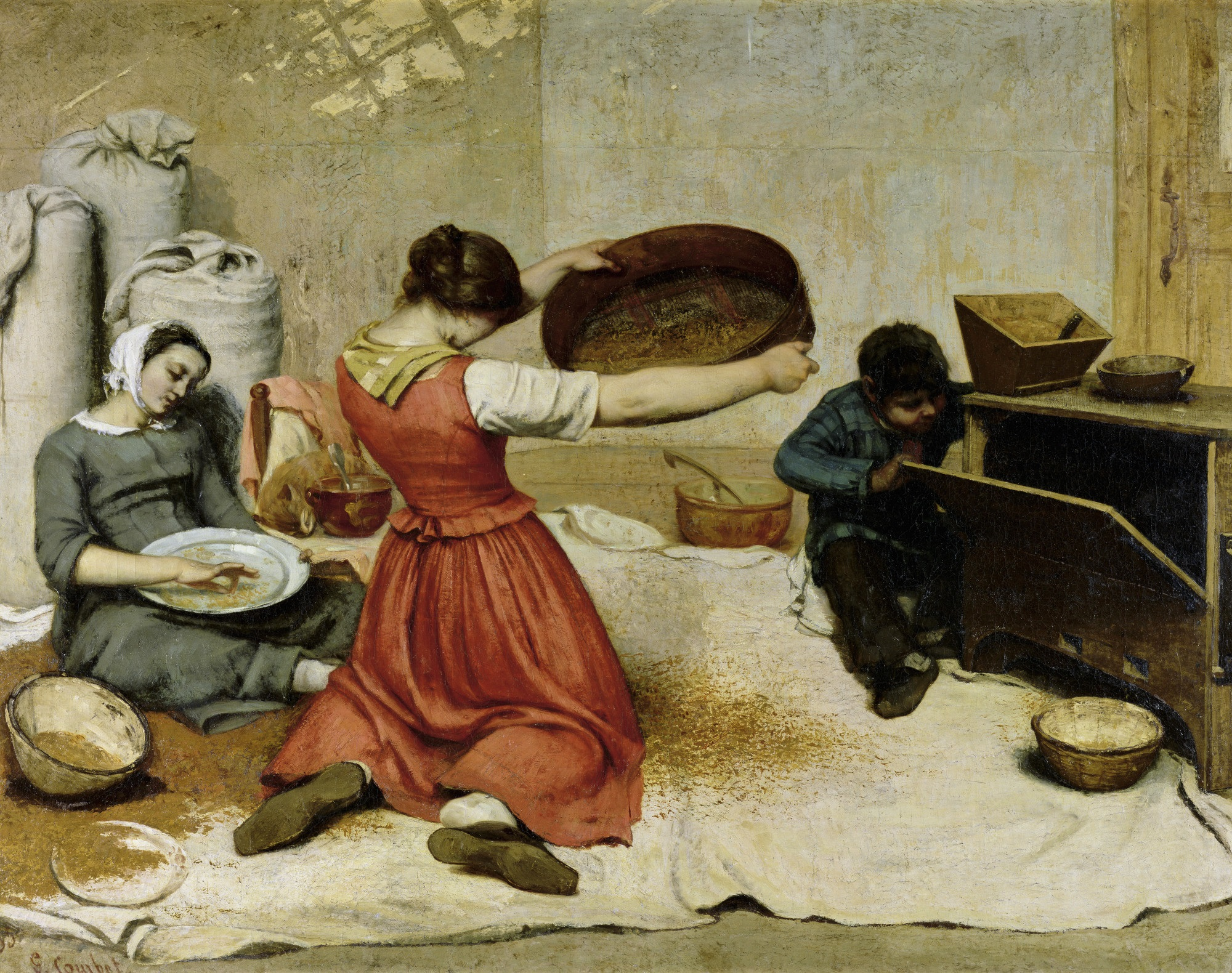
Cernerea grâului, pictură de Gustave Courbet, 1854.

### Februarie
- 27 februarie: Marea Britanie trimite un ultimatum Rusiei pentru a se retrage din cele două provincii românești: Moldova și Țara Românească.

### Martie
- 27 martie: Războiul Crimeii. Marea Britanie declară război Rusiei. A doua zi și Franța declară război Rusiei.

### August
- 9 august: Prințul Johann succede la tronul Saxoniei sub numele de regele Ioan al Saxoniei.

### Octombrie
- 25 octombrie: Războiul Crimeii. Bătălia de la Balaclava. Confruntare militară în timpul Războiului Crimeii, fără un învingător clar.

### Decembrie
- 8 decembrie: Papa Pius al IX-lea emite bula papală Ineffabilis Deus prin care definește ca dogmă Imaculata Concepție și care susține că Fecioara Maria a fost concepută fără păcat originar.

### Nedatate
- Partidul Republican (GOP, Grand Old Party) din SUA cu sediul în Washington D.C.
- Se inaugurează Grădina Cișmigiu din București, despre care germanul Ferdinand Lassalle scrie că "întrece cu mult tot ce poate arăta Germania".

## Arte, științe, literatură și filozofie
- Ludwig Feuerbach publică Esența creștinismului

## Nașteri
- 31 ianuarie: David Emmanuel, matematician român de etnie evreiască (d. 1941)
- 6 februarie: Thomas, al 2-lea Duce de Genova (d. 1931)
- 1 martie: Peneș Curcanul (n. Constantin Țurcanu), erou al Războiului de Independență din 1877 (d. 1932)
- 14 martie: Alexandru Macedonski, poet, prozator, dramaturg, inițiatorul cenaclului literar Literatorul (d. 1920)
- 19 aprilie: Anghel Saligny, academician și inginer constructor român (d. 1925)
- 3 mai: Joan Alcover, poet spaniol (d. 1926)
- 4 iulie: Victor Babeș, bacteriolog și morfopatolog român (d. 1926)
- 4 iulie: Alexandru Marghiloman, om politic român, prim-ministru (1918), (d. 1925)
- 22 august: Regele Milan I al Serbiei (d. 1901)
- 16 octombrie: Oscar Wilde (n. Fingal O'Flahertie Wills), scriitor și dramaturg irlandez (d. 1900)
- 20 octombrie: Arthur Rimbaud (Jean Nicolas Arthur Rimbaud), poet francez (d. 1891)
- 5 noiembrie: Paul Sabatier, chimist francez, laureat al Premiului Nobel (d. 1941)
- 21 noiembrie: Benedict al XV-lea (n. Giacomo Della Chiesa), papă al Romei (d. 1922)
- 24 decembrie: Aristizza Romanescu, actriță română de teatru (d. 1918)

### Nedatate
- Harieta (Henrietta) Eminovici, sora mai mică a poetului Mihai Eminescu (d. 1889)

## Decese
- 26 octombrie: Theresa de Saxa-Hildburghausen (n. Therese Charlotte Luise), 62 ani, soția regelui Ludovic I al Bavariei (n. 1792)